# فارمتون (فلوریدا)
فارمتون (به انگلیسی: Farmton) یک منطقهٔ مسکونی در ایالات متحده آمریکا است که در شهرستان ولوسیا، فلوریدا واقع شده‌است. فارمتون ۵ متر بالاتر از سطح دریا واقع شده‌است.